# Basilique Notre-Dame-d'Espérance de Saint-Brieuc
Pour les articles homonymes, voir Basilique Notre-Dame, Notre-Dame et Basilique Notre-Dame-d'Espérance.
La basilique Notre-Dame-d'Espérance de Saint-Brieuc est une église à laquelle l'Église catholique donne le statut de basilique mineure, construite entre 1856 et 1877 à Saint-Brieuc dans le département français des Côtes-d'Armor.

## Historique
Sur l'emplacement actuel de la basilique se situait un oratoire datant du Moyen Âge. Il avait été construit en remerciement d'une guérison et dédié à saint Pierre. Les malades venaient s'agenouiller devant.
L'oratoire fut détruit en 1856 pour laisser place à la basilique actuelle. Elle a été construite quelques mois après la démolition de l'ancien oratoire. Les travaux ont duré de 1859 à 1877 et furent dirigés par Paul-Marie Prud'homme, qui en a également dessiné les plans dans un style néogothique. L'intérieur fut richement décoré. Le peintre Raphaël Donguy (1812–1877) y a peint a fresco dans le triforium, ainsi que sur les voûtes de l'église, ces dernières ayant fait l'objet d'une restauration en 1969 par Alain Plesse.
En 1865, le couronnement de la statue de procession de la Vierge fut effectué, auquel plusieurs milliers de personnes assistèrent. En 1903, le pape Pie X lui donna le titre de basilique mineure. En 1957, la flèche du clocher fut démolie car considérée comme trop fragile.
Depuis le Dimanche 16 Mars 2025, la basilique est fermée au public pour des raisons d'insalubrité. Des travaux sont prévus, sans qu'une date de réouverture n'ait été annoncée. Les offices et messes qui y avaient lieu ont été déplacés temporairement à l’église Saint Vincent de Paul.

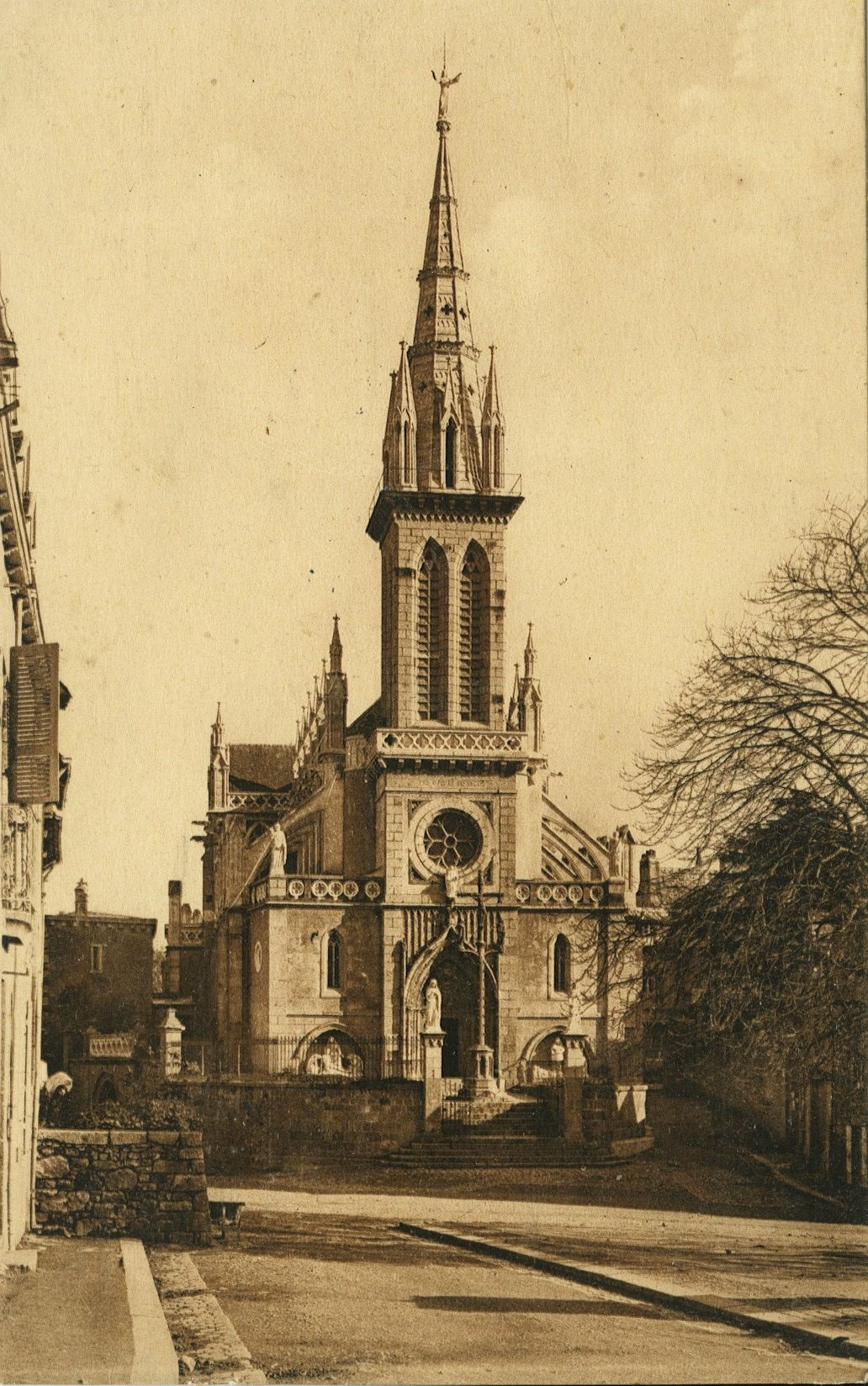
Vue de la basilique au début du XXe siècle, avec la flèche du clocher.
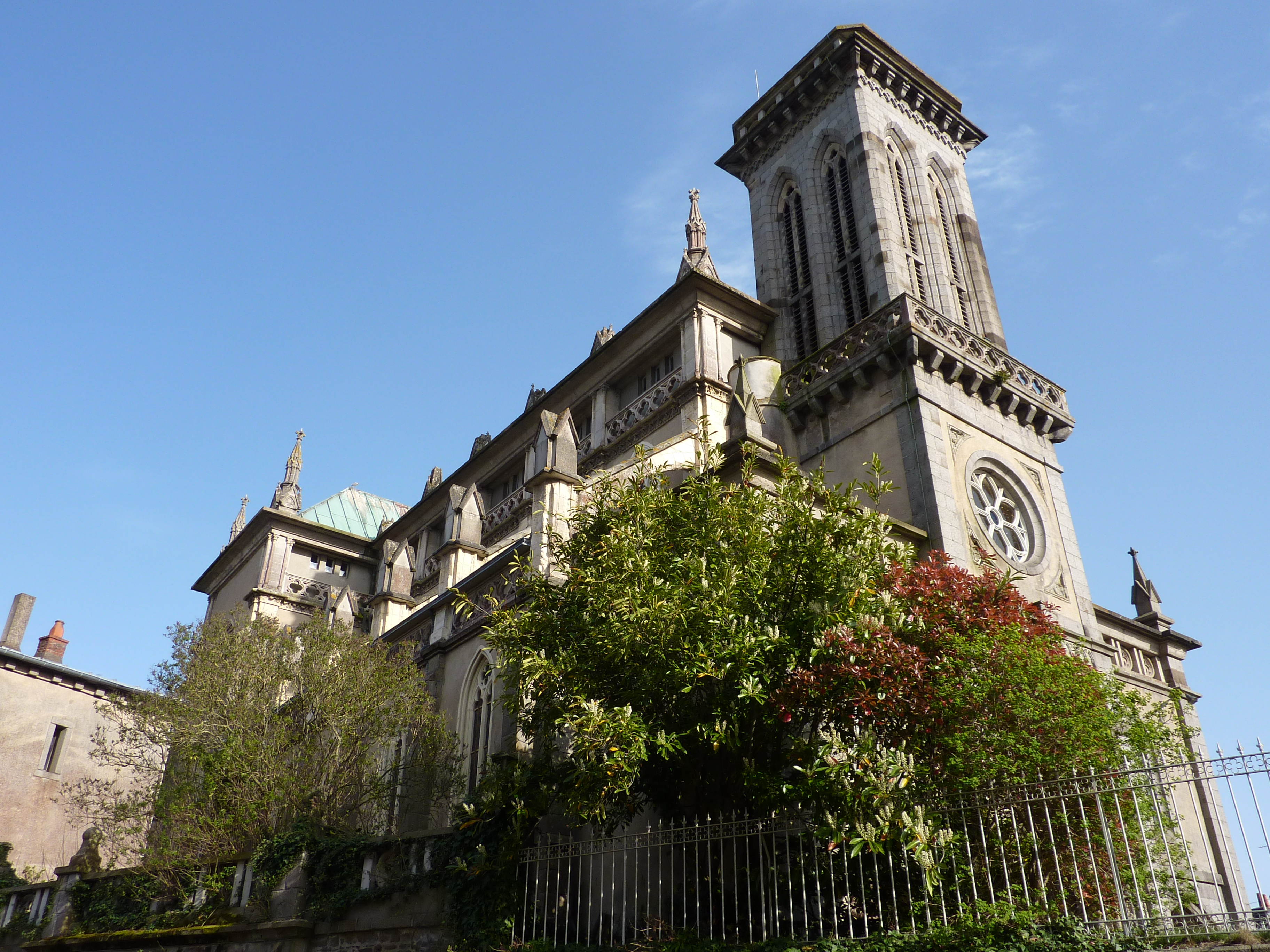
Vue extérieure de la basilique.